# Rue de la Ville-l'Évêque
Rue de la Ville-l'Évêque är en gata i Quartier de la Madeleine i Paris åttonde arrondissement. Gatan är uppkallad efter den före detta byn Ville l'Évêque. Rue de la Ville-l'Évêque börjar vid Boulevard Malesherbes 9 och slutar vid Place des Saussaies 2.

## Omgivningar
- Église de la Madeleine
- Saint-Augustin
- Place des Saussaies

## Bilder
| - Gatuskylt. - Hôtel Alexandre. - Place des Saussaies. |

## Kommunikationer
- Tunnelbana – linjerna    – Madeleine
- Busshållplats Anjou – Chauveau Lagarde – Paris bussnät, linjerna 52 84

### Webbkällor
- ”Rue de la Ville-l'Évêque”. Mairie de Paris. https://web.archive.org/web/20160303180934/http://www.v2asp.paris.fr/commun/v2asp/v2/nomenclature_voies/Voieactu/9811.nom.htm. Läst 2 september 2022.
- ”Rue de la Ville-l'Évêque (8ème arrondissement)”. Les rues de Paris. https://web.archive.org/web/20171024084847/http://www.parisrues.com/rues08/paris-08-rue-de-la-ville-l-eveque.html. Läst 2 september 2022.